# Cénac-et-Saint-Julien
Cénac-et-Saint-Julien är en kommun i departementet Dordogne i regionen Nouvelle-Aquitaine i sydvästra Frankrike. Kommunen ligger i kantonen Domme som tillhör arrondissementet Sarlat-la-Canéda. År 2022 hade Cénac-et-Saint-Julien 1 189 invånare.

## Befolkningsutveckling
Antalet invånare i kommunen Cénac-et-Saint-Julien
Referens:INSEE